# دانشگاه شیکاگو

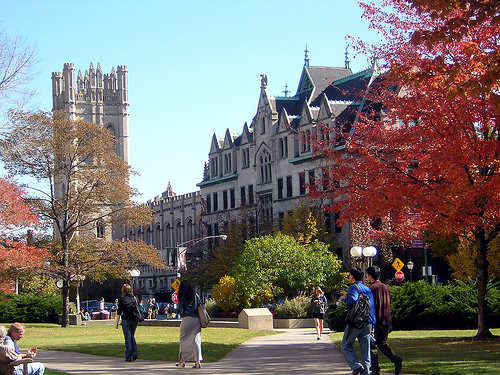
نمایی از پردیس دانشگاه شیکاگو

دانشگاه شیکاگو (به انگلیسی: University of Chicago) یک دانشگاه تحقیقاتی خصوصی در شیکاگو واقع در ایالت ایلینوی آمریکا است که در سال ۱۸۹۱ میلادی بنیان‌نهاده شده‌است. این دانشگاه به تنهایی با ۱۰۱ برنده جایزه نوبل در تاریخ عجین بوده‌است.

## مشاهیر
این دانشگاه مشاهیر متعددی اعم از دانش‌آموختگان و استادان مجرب بسیاری را در خود جای داده‌است.
مکتب شیکاگو در جامعه‌شناسی قرن بیستم از این دانشگاه برآمد و در محیط‌های علمی و آکادمیک جهان جاری شد. در آنجا جامعه‌شناسان و انسان‌شناسانی چون هربرت مید بود که سنت بزرگ جامعه‌شناسی و مردم‌شناسی «کنش متقابل نمادین» را بنیان نهاد.
در سال ۲۰۰۸، یک دانش‌آموخته دانشگاه شیکاگو، در یک بخشش بدون سابقه، مبلغ ۳۰۰ میلیون دلار به دانشگاه سابق خود بابت قدردانی اهدا نمود. جان راکفلر، سرمایه‌گذار نامی آمریکایی، از این دانشگاه به‌عنوان بهترین سرمایه‌گذاری در عمر خویش نام برده‌است. باراک اوباما، رئیس‌جمهور سابق ایالات متحده آمریکا از سال ۱۹۹۲ تا ۲۰۰۴ به تدریس دروس حقوق اساسی در دانشکده حقوق این دانشگاه، اشتغال داشته‌است.
افرادی همچون ساموئل هانتینگتون، ریچارد رورتی و جیمز واتسون، برخی از دانش‌آموختگان دانشگاه شیکاگو هستند.

## روابط با ایران

### مؤسسه خاورشناسی دانشگاه شیکاگو
دانشگاه شیکاگو یکی از بزرگ‌ترین کلکسیون‌های باستان‌شناختی متعلق به تخت جمشید را داراست. این مؤسسه که مؤسسه خاورشناسی دانشگاه شیکاگو نام دارد به حدی شهرت دارد که دادگاه فدرال آمریکا سعی در استرداد این گنج و تصاحب آن به نفع صدمه دیدگان ناشی از حملات تروریستی انتحاری در اسرائیل را داشته‌است.
دادگاه فدرال بازگشت این اشیای باستانی را که عمدتاً مربوط به دورهٔ هخامنشی و تخت جمشید هستند را متوقف کرد و درصدد فروش آن برای دادن خسارات ۹ آمریکایی آسیب‌دیده از عملیات انتحاری در اسرائیل برآمد. این آثار پیش از انقلاب ایران (۱۳۵۷) در ایران به عنوان امانت به دانشگاه شیکاگو سپرده شدند. اما بعداً این دانشگاه از بازپس دادن این آثار توسط این دادگاه فدرال منع شد. دانشگاه شیکاگو کماکان سعی در جلوگیری از تصرف این اشیا توسط دولت فدرال آمریکا را داشته‌است. در این میان، موضع وزارت امور خارجه آمریکا (بر خلاف دادگاه فدرال)، حمایت از ایران و دانشگاه شیکاگو در جلوگیری از مصادره این اموال بوده‌است. تا اینکه در روزهای آخر ماه مارس سال ۲۰۱۴ شعبه ناحیه‌ای دیوان عالی به نفع دانشگاه شیکاگو و به ضرر مدعیان اسرائیلی رای نهایی خود را صادر نمود و از مصادره این اموال جلوگیری شد. همچنین از آنجایی که جمهوری اسلامی ایران هرگز رسماً به دفاع از اموال باستانی ایرانی دانشگاه شیکاگو وارد عمل نگردید و ادعایی نسبت به تعلق یا تصاحب آن نکرد، دادگاه همچنین حق پس دادن یا ندادن این اموال به ایران را قانوناً در اختیار دانشگاه شیکاگو گذاشت.

### کمیته اعانه ایران
در جنگ جهانی اول، و به منظور تأمین مخارج و تقویت افرادی که در سازمان کمیته اعانه ایران تلاش می‌کردند، کمیته‌ای به نام کمیسیون اعانه ایران و آمریکا (به انگلیسی: American Persian Relief Commission) در نیویورک تشکیل گردید که ریاست آن بر عهده دکتر هری پرات جادسون (Harry Pratt Judson)، رئیس دانشگاه شیکاگو بود.
در گزارشی از این سازمان، ۲٬۲۷۱٬۵۷۰ دلار و نیز مقداری غله برای کاشت و ماشین‌های باربری برای حمل غذا از هند به ایران ارسال گردید.

## پردیس
پردیس اصلی دانشگاه شیکاگو شامل ۸۷٫۸ هکتار در محله هاید پارک و وودلان شیکاگو، در ۱۲کیلومتری جنوب مرکز شهر شیکاگو قرار دارد. اولین ساختمان پردیس دانشگاه شیکاگو آنچه را که اکنون به عنوان صحن اصلی دانشگاه شناخته می‌شود توسط هنری آیوس کوب معمار اهل شیکاگو طراحی شده‌است.

## رتبه‌بندی
در رتبه‌بندی QS دانشگاه‌های جهان در سال ۲۰۲۰، دانشگاه شیکاگو در رده ۱۰برترین دانشگاه‌های جهان و پنجم آمریکا قرار گرفته‌است. در رتبه‌بندی برترین دانشگاه‌های جهان در سال ۲۰۲۰ که مؤسسه تایمز آن را ارائه داده‌است این دانشگاه در رتبه نهم دانشگاه‌های دنیا قرار دارد.

## نگارخانه

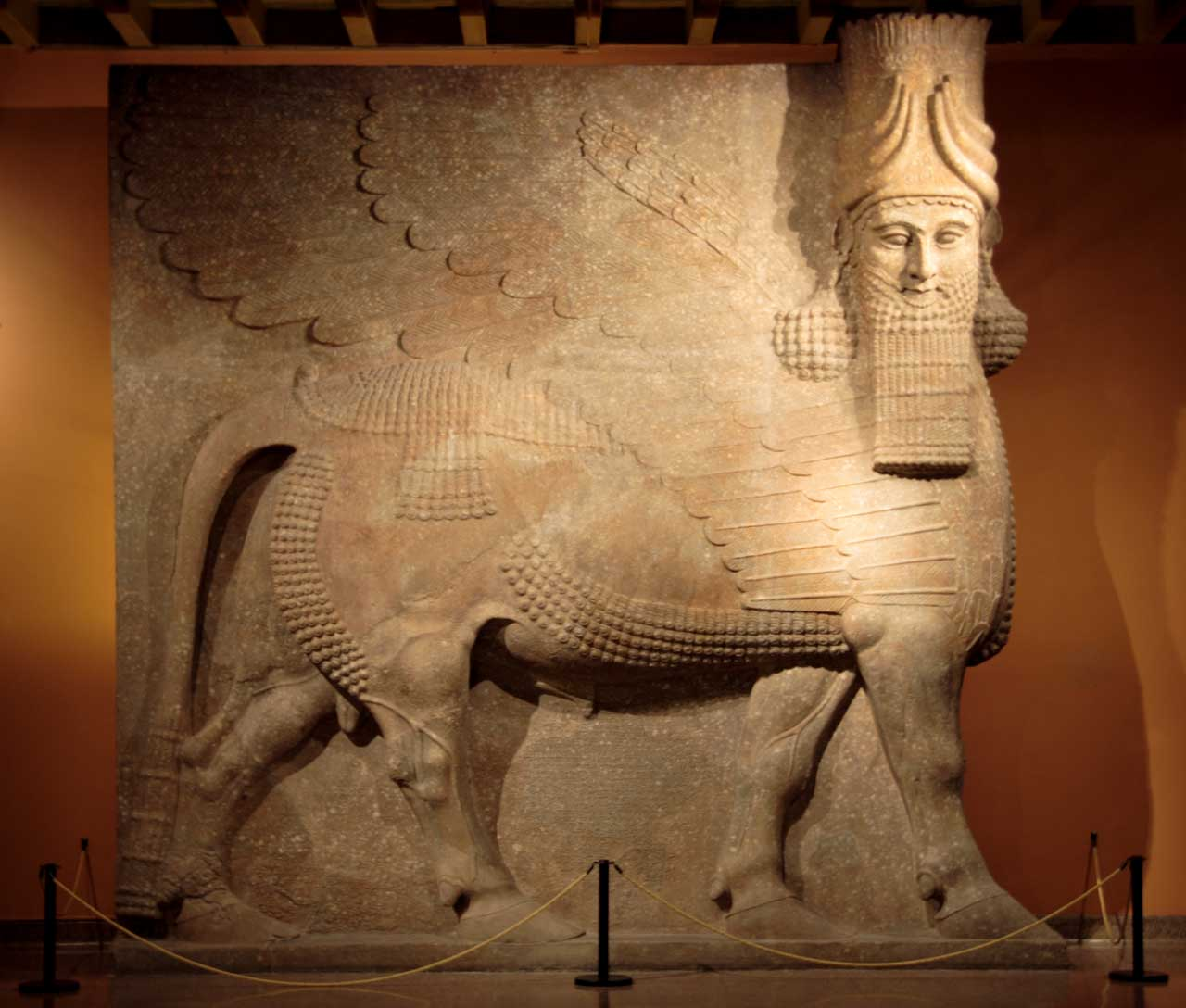
نگهبان دروازه آشوری، واقع در ذخایر مؤسسه خاورشناسی دانشگاه شیکاگو
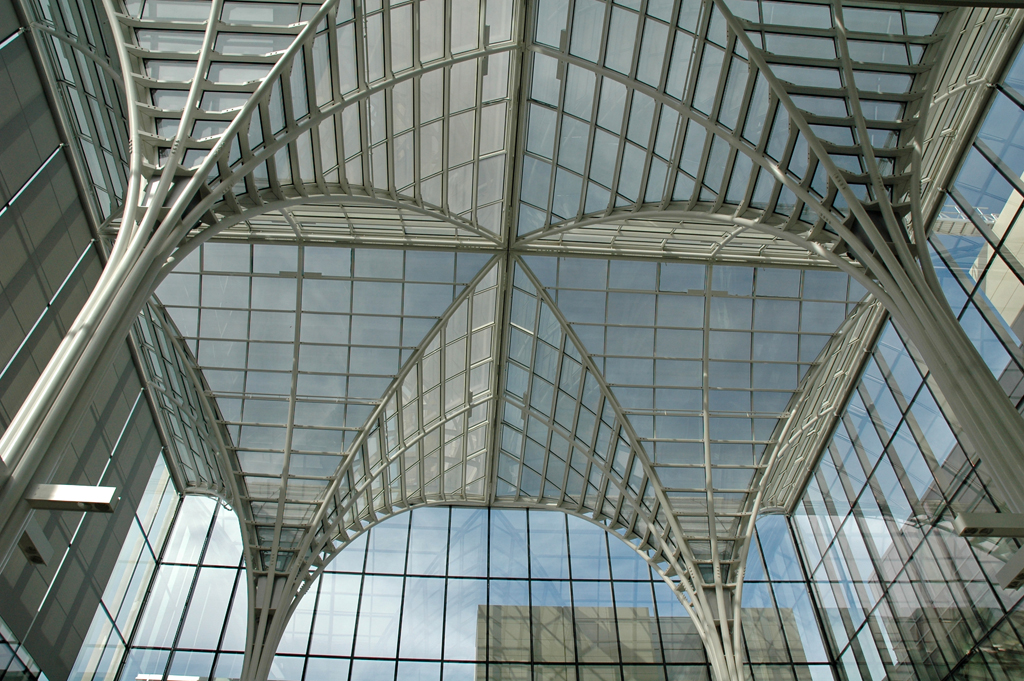
دانشکده مدیریت دانشگاه شیکاگو اثر معمار مشهور رافائل وینولی
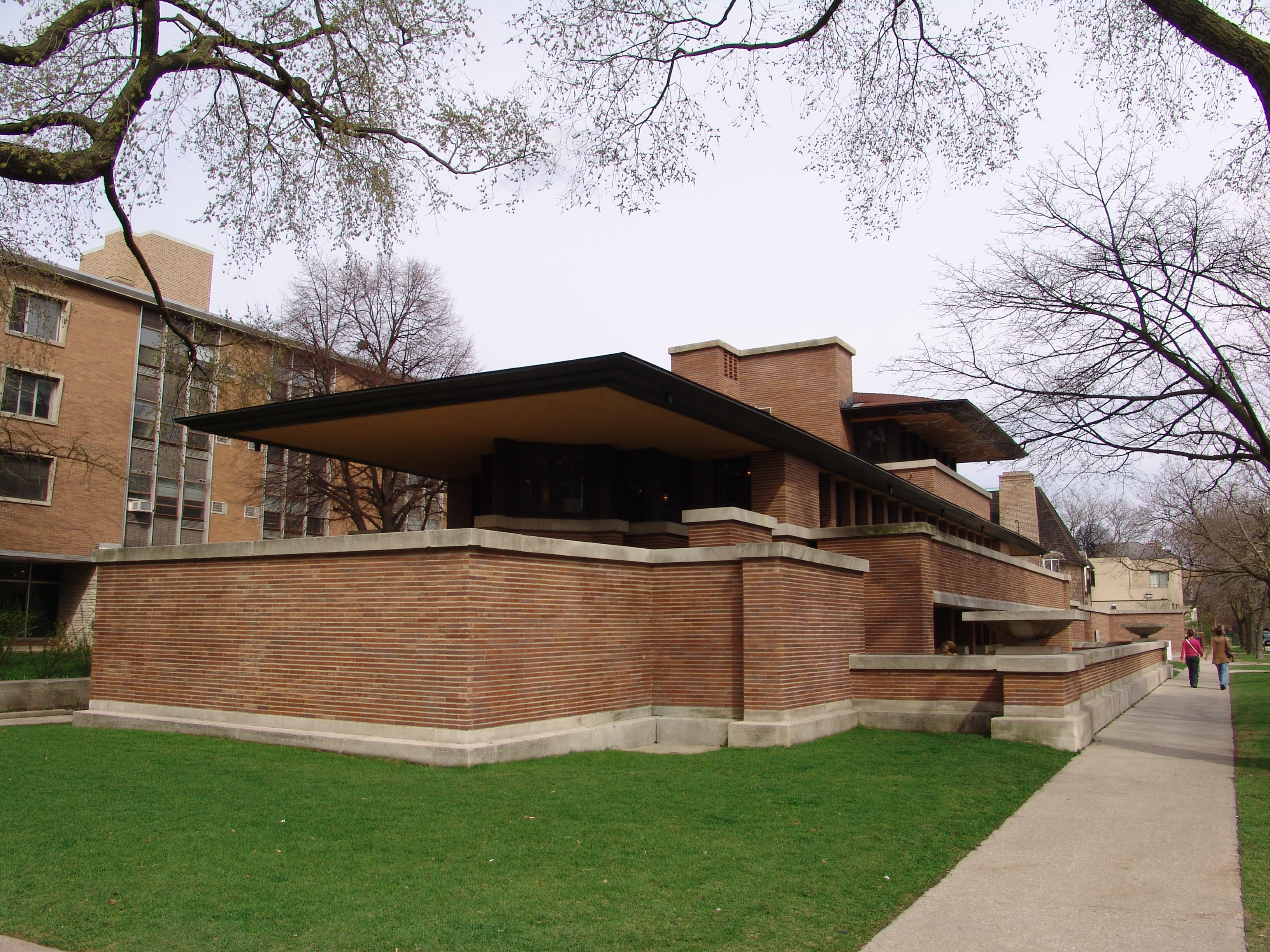
خانه روبی، اثر مشهور فرانک لوید رایت